# Sedum giajae
Sedum giajae är en fetbladsväxtart som beskrevs av R.-hamet. Sedum giajae ingår i Fetknoppssläktet som ingår i familjen fetbladsväxter. Inga underarter finns listade i Catalogue of Life.